# Dendrobium padangense
Dendrobium padangense är en orkidéart som beskrevs av Rudolf Schlechter. Dendrobium padangense ingår i släktet Dendrobium, och familjen orkidéer. Inga underarter finns listade i Catalogue of Life.